# .cs
.cs từng là tên miền quốc gia cấp cao nhất (ccTLD) của Tiệp Khắc trong vòng vài năm. Tuy nhiên, sự chia tách đất nước thành Cộng hòa Séc và Slovakia vào năm 1993, và hai quốc gia mới ngay đó đã được cấp tên miền mới: .cz và .sk. Việc sử dụng.cs nhanh chóng được dừng lại, và tên miền đã bị xóa trong khoảng tháng 1 năm 1995.
.cs là tên miền cấp cao nhất từng được sử dụng nhiều nhất đã bị xóa. Những thống kê từ Trung tâm Tọa độ Mạng RIPE cho thấy rằng thậm chí vào tháng 6 năm 1994, sau nhiều sự chuyển đổi sang .cz và .sk ,.cs vẫn còn trên 2.300 máy chủ. Bằng một phép so sánh, những tên miền cấp cao khác từng bị xóa (.nato và .zr) chưa bao giờ bằng đến một nửa con số này.
Vào tháng 7 năm 2003, CS trở thành mã ISO 3166-1 cho Serbia và Montenegro (Srbija i Crna Gora theo tiếng Serbi), và vẫn tồn tại cho đến năm 2006, khi nước này bị chia tách. Tuy nhiên, Serbia và Montenegro không sử dụng.cs làm tên miền, nhưng vẫn tiếp tụ sử dụng tên miền Nam Tư .yu.